# 森谷貴晴
森谷 貴晴（もりや たかはる、1990年6月29日 - ）は、日本のソングライター、編曲家、サウンドエンジニア。東京都町田市出身。

## 提供作品
- アニメ ぷちます! -PETIT IDOLM@STER-「プチプチ・アイドルマスター」PETIT IDOLM@STER Twelve Campaigns! Vol.3
  - M-3『前向きで行こう♪』天海春香（CV中村繪里子）作曲

- アニメ「実は私は」キャラクターソングCD「実は私は I am… キャラクターソング vol.1」
  - M-4 『月夜のPersuasion way』紫々戸獅穂（CV:内田彩）作曲/共編曲

- アニメ 美男高校地球防衛部LOVE!キャラクターソングCD2　VEPPer SONGS〜Shooting Star!〜
  - M-2 『Sun the Festival』 別府日彦（CV:村上喜紀）作曲

- 「B-PROJECT」　KiLLER KiNG
  - 『Love Winner』 歌：KiLLER KiNG　作詞/作曲/編曲

- コミックマーケット86　文化放送ブース発売
  - プレシャスリズム『LOVECAL TIME』 作曲/編曲

- アニメ「ヘタリア」キャラクターCDII Vol.3
  - M-1 『Vorwarts Marsh!』Voice/Voice Rec

- ポセイドン・石川
  - 3rd Album 「TOKYO SHOWER」（Mix）
  - 1st Major Album「POSEIDON TIME」
    - 握手会Generation（共編曲/Mix）

- 永吉明日香 1st Single　M-1『ひかり』　
  - ひかり（作曲/編曲）

- 水曜どうでしょう 対決列島〜甘いもの国盗り物語〜 音楽担当
- TEAM NACS『ハナタレナックス5』音楽担当／劇中歌、作詞/作曲
- 北海道日本ハムファイターズ応援番組　FFFFFセレクション5　音楽参加
- HINATA＊SENSE 第3回公演 女友達〜千夜子の場合〜 主題歌『この夏を忘れない』編曲
- 劇団空感演人
  - 舞台『Line 1986-2014』音楽担当
  - 舞台『Love&Chick〜マゼルナ×キケン〜』 テーマ曲、作曲